# Antoine Le Cirier
Antoine Le Cirier (né et mort à Paris le 17 janvier 1575) est un ecclésiastique parisien doyen de Notre Dame de Paris qui fut évêque  d'Avranches de 1561 à 1575.

## Biographie
Antoine Le Cirier, originaire de Paris, est le  fils  du parlementaire, Jean Le Cirier et il reçoit dès 1539 de son oncle Dominique, la cure de Saint-Germain-le-Vieux. Conseiller du roi au Parlement de Paris et chanoine de la cathédrale Notre-Dame de Paris, il est élu doyen le 7 janvier 1549. Sa famille avait son hôtel particulier rue Galande ou mourut son frère Jean Le Cirier également chanoine de Notre-Dame de Paris le 29 août 1551
Le 2 juin 1561 il est nommé évêque d'Avranches avec l'accord du roi Charles IX et consacré à Paris le 15 juin suivant. Il conserve son décanat jusqu'au 15 janvier 1575, deux jours avant sa mort, lorsqu'il le résigne de sa charge en faveur de son neveu Augustin Le Cirier. Il prend possession de son diocèse en 1562 mais le quitte rapidement pour siéger au concile de Trente. Il n'y fait que de brèves apparitions alors que la région est livrée aux exactions des huguenots de  Gabriel Ier de Montgommery. Le 1er août 1567, le Parlement de Paris lui donne raison dans un conflit de préséance qui l'oppose au chantre de la cathédrale. Il meurt à Paris le 17 janvier 1575 et il est inhumé dans la cathédrale Notre-Dame devant la stalle qu'il occupait comme doyen.

## Héraldique
Ses armoiries sont : d'argent à une étoile de gueules, accompagnée de quatre hermines de sable.